# Stevens Motor Manufacturing Company
Stevens Motor Manufacturing Company Ltd. war ein britischer Hersteller von Automobilen.

## Unternehmensgeschichte
Das Unternehmen aus Wolverhampton begann 1904 mit der Produktion von Automobilen. Der Markenname lautete Pelham. Der Vertrieb erfolgte über Bailey & Lambert aus London. 1905 endete die Produktion.

## Fahrzeuge
Im Angebot stand ein Kleinwagen. Ein Einbaumotor von De Dion-Bouton mit 6,5 PS Leistung trieb das Fahrzeug an.